# غضنفر خاني (كاكان)
غضنفر خاني (بالفارسية: غضنفر خانی) هي قرية تقع في إيران في قسم کاکان الريفي. يقدر عدد سكانها بـ 170 نسمة .